# Gouania exilis
Gouania exilis là một loài thực vật có hoa trong họ Táo. Loài này được K.R.Thiele mô tả khoa học đầu tiên năm 1995.